# 우치적
우치적(禹致績, 1560년~1628년)은 조선 중기의 무신으로 본관은 단양이다. 1587년에 북병영의 종성부사를 역임한 원균의 휘하군관으로 재직하며 시전부락 전투에 참전하고 이후 경상우수영으로 이동했다. 1592년 영등포만호로 재직 중에 임진왜란이 일어나자 여러 해전에 참가하여 공을 세웠다. 제10대 삼도수군통제사를 역임하기도 하였다.

## 대중 문화
영상 매체에서 우치적을 연기한 배우는 다음과 같다.
- 이재포: KBS 대하 드라마 《불멸의 이순신》(2005년)